# Knox County Regional Airport

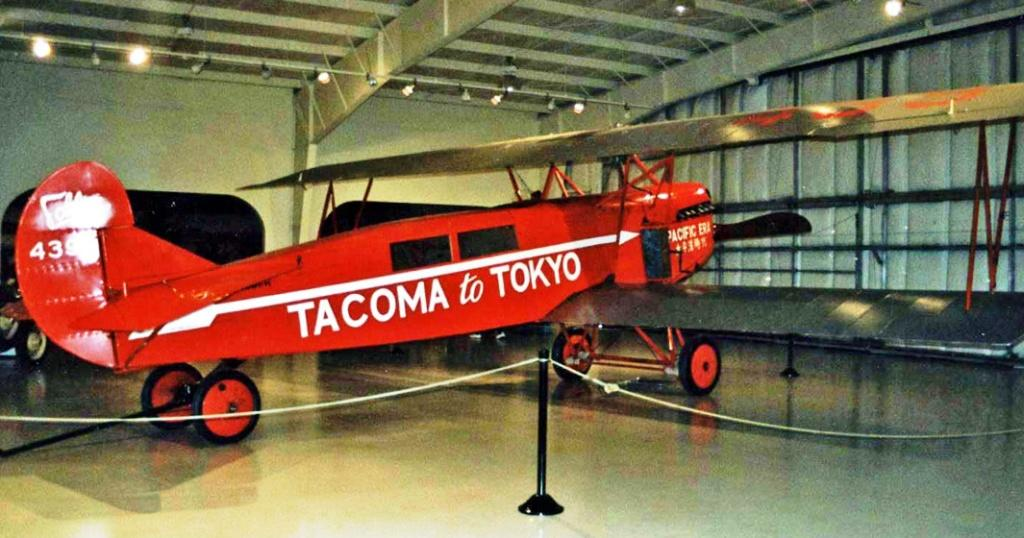
Fokker C.IVa van het Owls Head Transportation Museum

Knox County Regional Airport is een regionale luchthaven in Knox County in de Amerikaanse staat Maine. Het ligt ongeveer 4,5 km ten zuiden van het centrum van Rockland nabij de Atlantische kust.
Het vliegveld werd in de Tweede Wereldoorlog aangelegd als Rockland Naval Auxiliary Air Facility (NAAF), en was een steunpunt van de Amerikaanse marine. Het had de toen gebruikelijke driehoek van drie startbanen. Na de oorlog werd het vliegveld uitgebaat door de stad Rockland tot 1968. Toen werd het overgedragen aan Knox County en hernoemd tot Knox County Regional Airport. Twee van de drie landingsbanen werden verlengd en er werd een ILS geïnstalleerd.
Anno 2013 wordt de enige geregelde luchtdienst op Knox County Regional uitgebaat door Cape Air, die op Logan International Airport in Boston vliegt met Cessna 402s. Dit is een door het Essential Air Service-programma van de Amerikaanse regering gesubsidieerde lijnvlucht.
In de zomermaanden is het vliegveld een van de drukste in de staat Maine, met veel privé-jets die bezoekers naar de chique zomerkolonies in de buurt brengen. Het vliegveld wordt ook gebruikt voor het transport van goederen en post voor de eilandbewoners in de buurt.
Op een deel van de derde, niet meer gebruikte startbaan bevindt zich het Owls Head Transportation Museum, dat een collectie van antieke motoren, auto's, motorfietsen, fietsen en vliegtuigen herbergt en dat in de zomermaanden ook vliegshows organiseert.